# Godfrey Beremauro
Godfrey Beremauro (* 7. Dezember 1962) ist ein simbabwischer Politiker.

## Werdegang
Beremauro ist Landwirt in Karoi. 1981 wurde er Mitglied der ZANU-PF. 
Seit den Parlamentswahlen 2008 ist er als Vertreter des Wahlkreises Hurungwe Central Abgeordneter im House of Assembly.